# Communauté de communes de la Vallée Verte
La communauté de communes de la Vallée Verte, (CCVV) est une communauté de communes française regroupant huit communes du département de la Haute-Savoie, créée en janvier 2010.

## Territoire communautaire

### Géographie
La communauté de communes regroupe des communes installées dans le massif du Chablais, sur les versants de la vallée de la Menoge, qui porte depuis le lendemain de la Seconde Guerre mondiale le nom de « vallée Verte ».

### Composition
La communauté de communes est composée des 8 communes suivantes :

| Nom                  | Code Insee | Gentilé     | Superficie (km2) | Population (dernière pop. légale) | Densité (hab./km2) |
| -------------------- | ---------- | ----------- | ---------------- | --------------------------------- | ------------------ |
| Boëge (siège)        | 74037      | Boëgiens    | 16               | 1 938 (2022)                      | 121                |
| Bogève               | 74038      | Bogèvans    | 7                | 1 160 (2022)                      | 166                |
| Burdignin            | 74050      | Bornérands  | 9,87             | 688 (2022)                        | 70                 |
| Habère-Lullin        | 74139      | Dhabérants  | 8,86             | 1 091 (2022)                      | 123                |
| Habère-Poche         | 74140      |             | 11,96            | 1 484 (2022)                      | 124                |
| Saint-André-de-Boëge | 74226      | Santadrions | 12,6             | 594 (2022)                        | 47                 |
| Saxel                | 74261      | Sacellans   | 5,63             | 509 (2022)                        | 90                 |
| Villard              | 74301      | Villardans  | 7,42             | 960 (2022)                        | 129                |

### Démographie
| 1968  | 1975  | 1982  | 1990  | 1999  | 2010  | 2015  | 2016  | 2017  |
| ----- | ----- | ----- | ----- | ----- | ----- | ----- | ----- | ----- |
| 3 374 | 3 310 | 3 729 | 4 802 | 5 707 | 7 264 | 7 436 | 7 593 | 7 817 |

| 2019  | - | - | - | - | - | - | - | - |
| ----- | - | - | - | - | - | - | - | - |
| 8 157 | - | - | - | - | - | - | - | - |

## Administration

### Siège
Le siège de la communauté de communes est à Boëge, 50 rue du Bourno.

### Conseil communautaire
Les 24 conseillers titulaires sont ainsi répartis selon le droit commun comme suit : 
| Nombre de délégués | Communes                                        |
| ------------------ | ----------------------------------------------- |
| 6                  | Boëge                                           |
| 4                  | Habère-Poche                                    |
| 3                  | Bogève, Habère-Lullin                           |
| 2                  | Burdignin, Saint-André-de-Boëge, Saxel, Villard |

### Élus
La communauté de communes est administrée par son conseil communautaire constitué en 2020 de 24 conseillers communautaires, qui sont des conseillers municipaux représentant chacune des communes membres.
À la suite des élections municipales de 2020 en Haute-Savoie, le conseil communautaire du 5 juin 2020 a élu son président, Jean-Paul Musard, premier adjoint au maire de Boëge, ainsi que ses 5 vice-présidents.
| Rang               | Identité             | Délégation                                                                           | Commune d'élection   | Mandat municipal     |
| ------------------ | -------------------- | ------------------------------------------------------------------------------------ | -------------------- | -------------------- |
| 1er vice-président | Patrick Chardon      | Travaux                                                                              | Bogève               | Maire                |
| 2e vice-président  | Jean-François Bosson | Déchets, sentiers et mobilité                                                        | Saint-André-de-Boëge | Maire                |
| 3e vice-président  | Vincent Letondal     | Communication, transports scolaires et promotion du tourisme                         | Habère-Poche         | Maire                |
| 4e vice-président  | Jean-Paul Costaz     | Finances                                                                             | Villard              | Adjoint              |
| 5e vice-président  | Bernard Villaret     | Accessibilité, sécurité des établissements recevant du public et sécurité au travail | Habère-Lullin        | Conseiller municipal |

### Liste des présidents
| Période      | Période          | Identité         | Étiquette                | Qualité                                                                                       |
| ------------ | ---------------- | ---------------- | ------------------------ | --------------------------------------------------------------------------------------------- |
| octobre 1966 | 2001             | Raymond Bouvier  | DVD puis CD puis UDF-CDS | Maire de Bogève (1953 → 2001) Ancien sénateur (1977 → 1995), conseiller général (1964 → 2001) |
| 2001         | 2003 (démission) | Gilbert Gindre   |                          |                                                                                               |
| 2003         | 2012 (démission) | Bernard Bouvier  | UDF puis MoDem           | Maire de Bogève (2001 → 2014)                                                                 |
| 2012         | octobre 2012     | Jean Mauron      | DVD                      | Président par intérim, adjoint au maire de Boëge                                              |
| octobre 2012 | juillet 2020     | Yves Dupraz      | DVD                      | Maire de Burdignin (2001 → 2020)                                                              |
| juillet 2020 | En cours         | Jean-Paul Musard | DVD                      | Maire (2001 → 2020) puis 1er adjoint au maire de Boëge (depuis 2020)                          |

### Compétences
L'intercommunalité exerce les compétences qui lui ont été transférées par les communes membres, dans les conditions définies par le code général des collectivités territoriales. Ces compétences ont évolué à plusieurs reprises.